# Kieran West
Kieran Martin West (* 18. September 1977 in Kingston upon Thames) ist ein ehemaliger britischer Ruderer.
Kieran West war als Ruderer bereits im Jugendbereich recht erfolgreich, pausierte dann aber drei Jahre wegen anhaltender Rückenprobleme. 1998 debütierte er im Ruder-Weltcup. 1999 rückte der 2,04-Meter-Mann sowohl an der Cambridge University als auch im britischen Nationalteam in den Achter. Nachdem er mit Cambridge das Boat Race 1999 gewonnen hatte, belegte er mit dem britischen Achter in allen Weltcupregatten den zweiten Platz, auch bei den Weltmeisterschaften gewannen die Briten hinter dem US-Boot die Silbermedaille. Das britische Boot von 1999 mit Bob Thatcher, Ben Hunt-Davis, Fred Scarlett, Louis Attrill, Luka Grubor, Kieran West, Timothy Foster, Steve Trapmore und Steuermann Rowley Douglas wurde 2000 mit Andrew Lindsay und Simon Dennis für Thatcher und Foster ergänzt. Die Briten gewannen zwei Weltcupregatten und siegten dann auch bei der Olympiaregatta in Sydney.
2001 kehrte West nach einem Jahr Unterbrechung in den Achter von Cambridge zurück und gewann erneut das Boat Race. 2002 trat West bei den Weltmeisterschaften in Sevilla zusammen mit Tom Stallard, Luka Grubor, Steve Trapmore und Steuermann Christian Cormack im Vierer an und gewann seinen einzigen Weltmeistertitel. Im Jahr darauf gewann ein neu zusammengesetzter Vierer mit James Livingston, Richard Egington, West, Stallard und Steuermann Peter Rudge die Silbermedaille bei den Weltmeisterschaften in Mailand. Danach kehrte Kieran West in den Achter zurück, mit dem er bei den Olympischen Spielen 2004 nicht das A-Finale erreichte. Bei den Weltmeisterschaften 2005 belegte der britische Achter den vierten Platz, 2006 erreichte das Boot den fünften Platz. 2006 und 2007 trat Kieran West wieder im Boat Race an, 2007 gelang ihm nach 1999 und 2001 der dritte Sieg. Im Winter 2007/2008 zeichnete sich für Kieran West ab, dass er sich verletzungsbedingt nicht für die Olympischen Spiele 2008 würde qualifizieren können und er beendete seine Ruderkarriere.
Kieran West hat sein Studium in Cambridge in Mathematik und Wirtschaft abgeschlossen und sich danach im Postgraduierten-Studium mit Militär-Geschichte befasst. Kierans älterer Bruder Damian West nahm 1996 für Oxford am Boat Race teil und gehörte in den 1990er Jahren zur britischen Nationalmannschaft.